# Acmopyle sahniana
Acmopyle sahniana là một loài thực vật hạt trần trong họ Thông tre. Loài này được Buchholz & N.E.Gray miêu tả khoa học đầu tiên năm 1947, chỉ tìm thấy chúng tại Fiji do loài này đang bị đe dọa vì mất môi trường sống.